# (69230) Гермес
(69230) Герме́с (др.-греч. Ἑρμῆς) — околоземный астероид из группы аполлона, который характеризуется сильно вытянутой орбитой с эксцентриситетом почти 0,62, из-за чего в процессе своего движения вокруг Солнца он пересекает орбиты сразу трёх планет: Венеры, Земли и Марса. При этом он может сближаться с Землёй до расстояния, всего в два раза превышающего диаметр орбиты Луны, как это уже было 30 октября 1937 года.

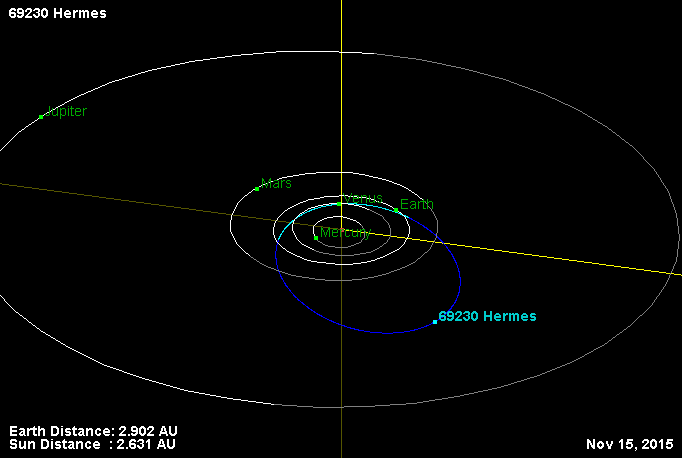
Орбита астероида Гермес и его положение в Солнечной системе

## История открытия
Астероид был открыт 28 октября 1937 году немецким астрономом Карлом Рейнмутом в обсерватории Хайдельберг и назван в честь Гермеса, бога торговли в древнегреческой мифологии. Спустя четыре дня после открытия астероид стал слишком слабым, чтобы его можно было разглядеть в телескопы того времени, а данных, накопленных за время наблюдений, оказалось недостаточно для вычисления орбиты. Астероид был «потерян» и, как следствие, собственного номера ему присвоено не было. Однако, несмотря на это, Рейнмут всё же дал ему имя. Таким образом, это был единственный случай, когда астероид получил собственное имя раньше, чем порядковый номер, имея лишь временное обозначение 1937 UB.
Позднее, спустя почти 66 лет, 15 октября 2003 года американский астроном Брайан Скифф в рамках проекта LONEOS обратил внимание на то, что орбита одного из астероидов, обращённая назад во времени (Тимоти Спаром, Стивеном Челси и Полом Чодасом), практически полностью совпадает с орбитой астероида Гермес. Сейчас орбита этого астероида точно определена, а астероиду присвоен порядковый номер 69230. Расчёт орбиты Гермеса также позволил выявить и другие связанные с ним интересные факты. В частности, проследив путь этого астероида назад во времени, учёные выяснили, что 26 апреля 1942 года он сближался с Землёй до расстояния примерно в 1,7 радиусов орбиты Луны (634 520 км), что ещё меньше, чем было 30 октября 1937 года (739 000 км). Дело в том, что во время войны мониторинг за астероидами практически не проводился, и астрономы просто пропустили столь тесное сближение Земли с астероидом.

## Физические характеристики
Согласно данным Энди Ривкина и Ричарда Бинзеля, астероид принадлежит к светлым каменным астероидам спектрального класса S, в составе которых преобладают силикаты железа и магния. Радиолокационные наблюдения, проведённые бельгийским астрономом Жан-Люком Марго в обсерваториях Аресибо и Голдстоун в октябре и ноябре 2003 года, показали, что Гермес является двойным астероидом. Оба компонента имеют приблизительно одинаковые радиусы 300—450 м и отстоят друг от друга всего на 1,2 км.